# Cerkev Uvedení přesvaté Bohorodice do chrámu (Bukovec)
Cerkev Uvedení přesvaté Bohorodice do chrámu se nachází u silnice v obci Bukovec v okrese Chust v Zakarpatské Ukrajině. Vedle chrámu ve svahu stojí dřevěná zvonice a vstup do areálu je přes historickou dřevěnou bránu. Cerkev je kulturní památkou Ukrajiny.

## Historie
Původně v obci byly dvě církevní stavby. Dolní cerkev zasvěcená Michalovi archandělovi pro 200 věřících a horní Nejsvětější Panny Marie pro 100 věřících. Jeden z kostelů byl darován vesnici Nižnyj Bystry a odtud prodán začátkem 20. století obci Vuchkov, kde byl rozebrán v třicátých letech 20. století po výstavbě zděného kostela.
V roce 1801 si obec vyžádala z církevního fondu finanční prostředky aby postavila nový chrám, který byl dokončen v roce 1808.

## Popis
Cerkev je dvojsrubová dřevěná stavba s dvojhřebenovou střechou a pravoúhlým závěrem kněžiště. Stavení materiálem byly smrkové trámy. Střechy byly pokryty šindelem. Na západní straně nad babincem (předlodí) je dvoupatrová galerie a rámová věž s barokní cibulovou střechou a lucernou, která byla pokryta plechem. Západní část uzavírá otevřená veranda. Kolem obvodu stavby obíhá pultová střecha.
Kněžiště a loď jsou zaklenuty valeně, babinec má plochý strop. V interiéru se zachoval ikonostas z 18. století. Řezbářská výzdoba částečně pochází z dřívějších staveb. Na oltáři jsou vyrytá jména řezbářů: Isavka Čerepanič a Ivan Baraniščinec, a datace dokončení díla 29. dubna 1760.

## Zvonice
Výše ve svahu u cerkve je postavena samostatná dřevěná zvonice. Stupňovitá roubená stavba na čtvercovém půdorysu je ukončena užším zvonovým patrem s nižší jehlanovou střechou. Široká přízemní část je po obvodu krytá přesahující pultovou okapovou střechou.
Ve zvonovém patře jsou zavěšeny tři zvony. Největší byl ulit v roce 1832 v dílně zvonaře Franze Lecherera v Prešově na náklady Ioanna Teslevyče. Dva menší zvony (Vasilij a Mikolaj) byly ulity v roce 1924 zvonařem Manouškem v Brně.